# Bengt Linnarsson
Bengt Jan-Axel Linnarsson, född 19 april 1912 i Kalmar, död 5 mars 1992 i Härnösand, var en svensk arkitekt.
Linnarsson, som var son till rektor Albert Linnarsson och Elsa Nisbeth, avlade studentexamen 1932 och utexaminerades från Kungliga Tekniska högskolan 1937. Han var anställd hos Paul Boberg i Växjö 1937, extra arkitekt på stadsarkitektkontoret i Linköping 1937–1938, hos Tor Engloo i Stockholm samt provtjänstgjorde på Byggnadsstyrelsens stadsplaneavdelning och Bostadsstyrelsen 1938, var assistent på länsarkitektkontoret i Härnösand 1939–1946 och biträdande länsarkitekt där från 1947.